# Liu Dehai
Liu Dehai (sinogramme simplifié : 刘德海, hanyu pinyin : Liú Déhǎi), né le 13 août 1937 à Shanghai et mort le 11 avril 2020 à Pékin (Chine), est un joueur chinois de pipa.

## Biographie
Liu Dehai est né le 13 août 1937 à Shanghai. En 1954, il a appris auprès du joueur de pipa Lin Shicheng[réf. souhaitée]. En 1957, il entre au Conservatoire central de musique. Liu est devenu professeur après avoir été diplômé en 1962. En 1964, il est transféré au Conservatoire de musique de Chine. Après 1963, il a joué dans de nombreux endroits en Chine et plus de 30 autres pays[réf. souhaitée].